# Tête de Chien
Tête de Chien (ligurski: Testa de Can; "Pseća glava") je 550 m visoka kamena gromada u blizini sela La Turbie u francuskom departmanu Alpes-Maritimes. Nadvija se nad Kneževinom Monako i najviša je točka na cesti fr. Grande Corniche.
Američki diplomat Samuel S. Cox u svojoj putopisnoj knjizi iz 1870. Potraga za zimskim sunčanim zrakama na rivijeri, Korzici, Alžiru i Španjolskoj napisao je da je fr. Tête de Chien više nalikovao kornjači nego psećoj glavi i vjerovao je da fr. Tête de Chien, odnosno lij-MC. Testa de Can, bio iskrivljeni oblik od lij-MC. Testa de Camp ("Glava polja"), jer je to bilo mjesto gdje je Cezar stacionirao svoje trupe nakon osvajanja Galije. Vere Herbert, junakinja Ouidinog romana Moljci iz 1880., opisana je kako živi pod fr. Tête de Chien, "...unutar nekoliko milja od sjajnog pakla [Monaco]."
Godine 1897. Gustave Saige opisao ju je kao "Litica kružnog oblika koji mu daje karakterističan izgled; to je Pseća glava."
Godine 1944. Leopold Bohm, zapovjednik njemačke obrambene čete, bio je stacioniran na fr. Tête de Chien i vidio kako se avion u niskom letu srušio u more, a progonila su ga druga dva zrakoplova. Bohmovo promatranje bilo je na dan nestanka avijatičara Antoinea de Saint-Exupéryja, a nagađalo se da je Bohm vidio posljednji Saint-Exupéryjev let.